# Rindalphorn
Das Rindalphorn ist mit einer Höhe von 1821 m ü. NHN nach dem Nachbargipfel Hochgrat die zweithöchste Erhebung der Hochgratkette und liegt auf der Gemarkung von Steibis, einem Gemeindeteil des Marktes Oberstaufen im Landkreis Oberallgäu, Schwaben im Bundesland Bayern. Das Rindalphorn ist Teil des internationalen Projekts Naturpark Nagelfluhkette.

## Geografie
Im Unterschied zum in Ost-West-Richtung sehr ausgedehnten Hochgrat hat der Gipfel des Rindalphorns eine für die Hochgratkette untypisch schlanke Form. Dieser Gegensatz zu seinen westlichen Nachbarn (Gelchenwanger Kopf und Hochgrat) gibt dem mittleren Teil der Kette sein markantes Aussehen, das zum Beispiel im Logo des Ortsteils Steibis seinen Niederschlag gefunden hat. Der Ostgrat des Rindalphorn ist steil und das einzige größere Gratstück, über das kein Wanderweg führt. Die Scharte zum nächsten Berg der Kette, dem Gündleskopf, ist die tiefste zwischen zwei benachbarten Bergen. Nach Norden hin fällt das Rindalphorn von einem Vorgipfel aus jäh ab; auch die Südflanke des Gipfels kann nur durch Klettern überwunden werden, so dass als einziger Wanderweg eine Abzweigung über den Westgrat vom Nagelfluhgratwanderweg zum Gipfelkreuz führt.

## Alpwirtschaften
Namensgebend für das Rindalphorn war die Rindalpe im nordseitigen Kessel zum Gündleskopf. Es existiert noch die untere Alphütte auf 1244 m Höhe, die obere auf 1350 m ist verfallen. Auf der Nordseite befinden sich die Gündelalpe (1580 m) und die Groppachalpe auf gut 1320 m Höhe. 
Am Südhang steht die Untergelchenwangalpe auf 1414 m.

## Routen zum Gipfel
Das Rindalphorn liegt östlich des Hochgrates (1834 m) und ist von dort innerhalb einer Gehzeit von 45 Minuten erreichbar.
Nordseitige Aufstiegsmöglichkeiten bestehen aus dem Ehrenschwanger Tal über die Rindalpe oder über die 1624 m hoch gelegene Brunnenauscharte. Im Tal kommt man an der Rochus von Montpellier geweihten Rochuskapelle vorbei. Der Renaissance-Altar stammt aus dem im Jahre 1807 abgebrochenen Schloss von Oberstaufen.
Weniger bekannt sind die südseitigen Aufstiege vom Bregenzerwald aus über Hittisau oder der Gunzesrieder Säge.

## Gelchenwanger Kopf

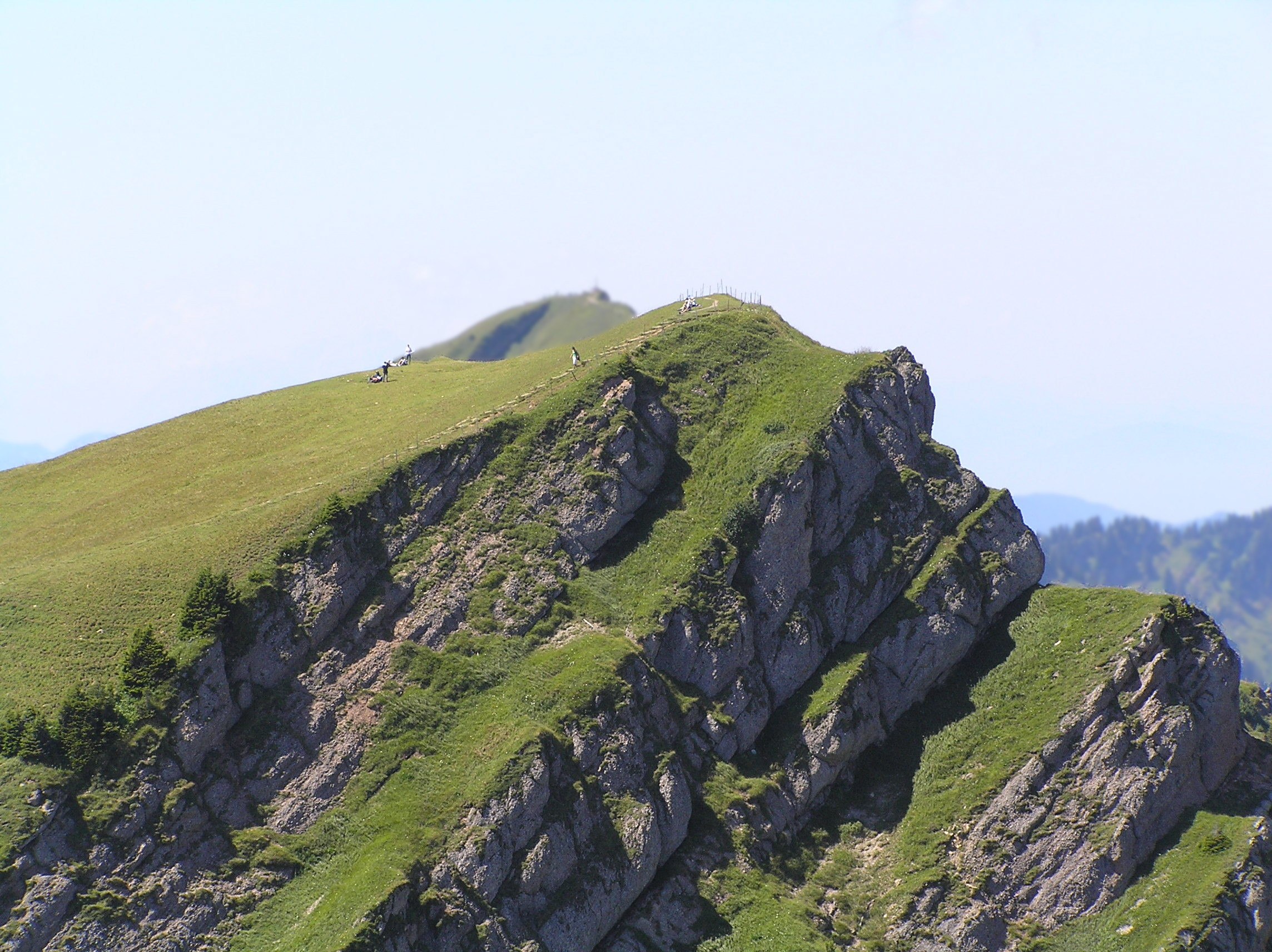
Gelchenwanger Kopf vom Rindalphorngipfel

Das Rindalphorn hat auf seiner Westschulter einen 1812 m hohen Nebengipfel. Dieser hat gegenüber dem Hauptgipfel eine Schartenhöhe von mindestens 30 m, ist aber optisch stärker von ihm abgesetzt: Einerseits harmoniert die langgestreckte Form des Nebengipfels nicht mit dem schroffen und symmetrischen Hauptgipfel. Andererseits verläuft der Verbindungsgrat nach Süden zurückgesetzt, so dass er von Norden (etwa von Oberstaufen) aus tiefer eingeschnitten erscheint. Der Nebengipfel heißt nach der Alpe Gelchenwang am gemeinsamen Südhang von Rindalphorn und Hochgrat Gelchenwanger Kopf.

## Bilder

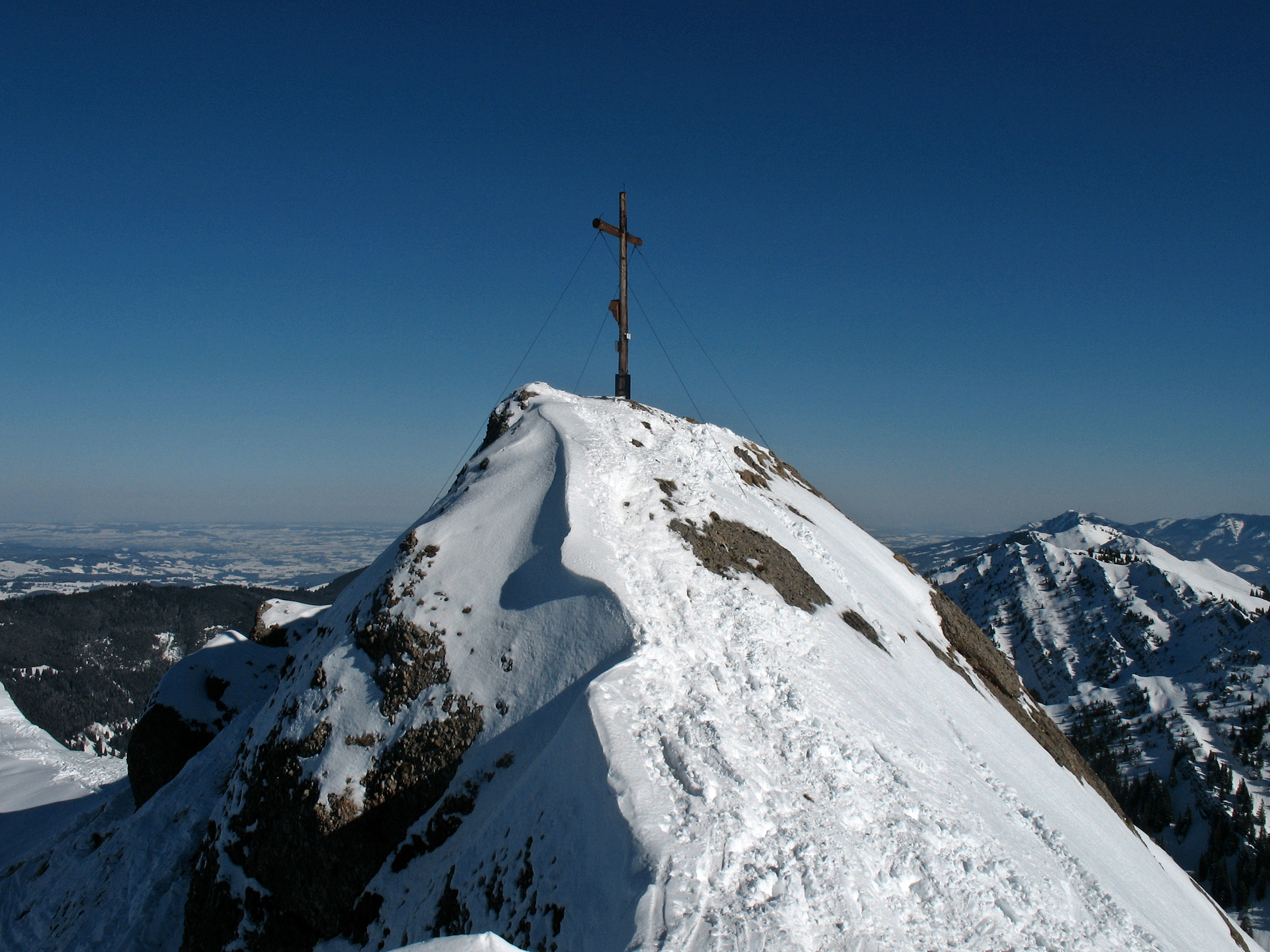
Gipfel mit Gipfelkreuz
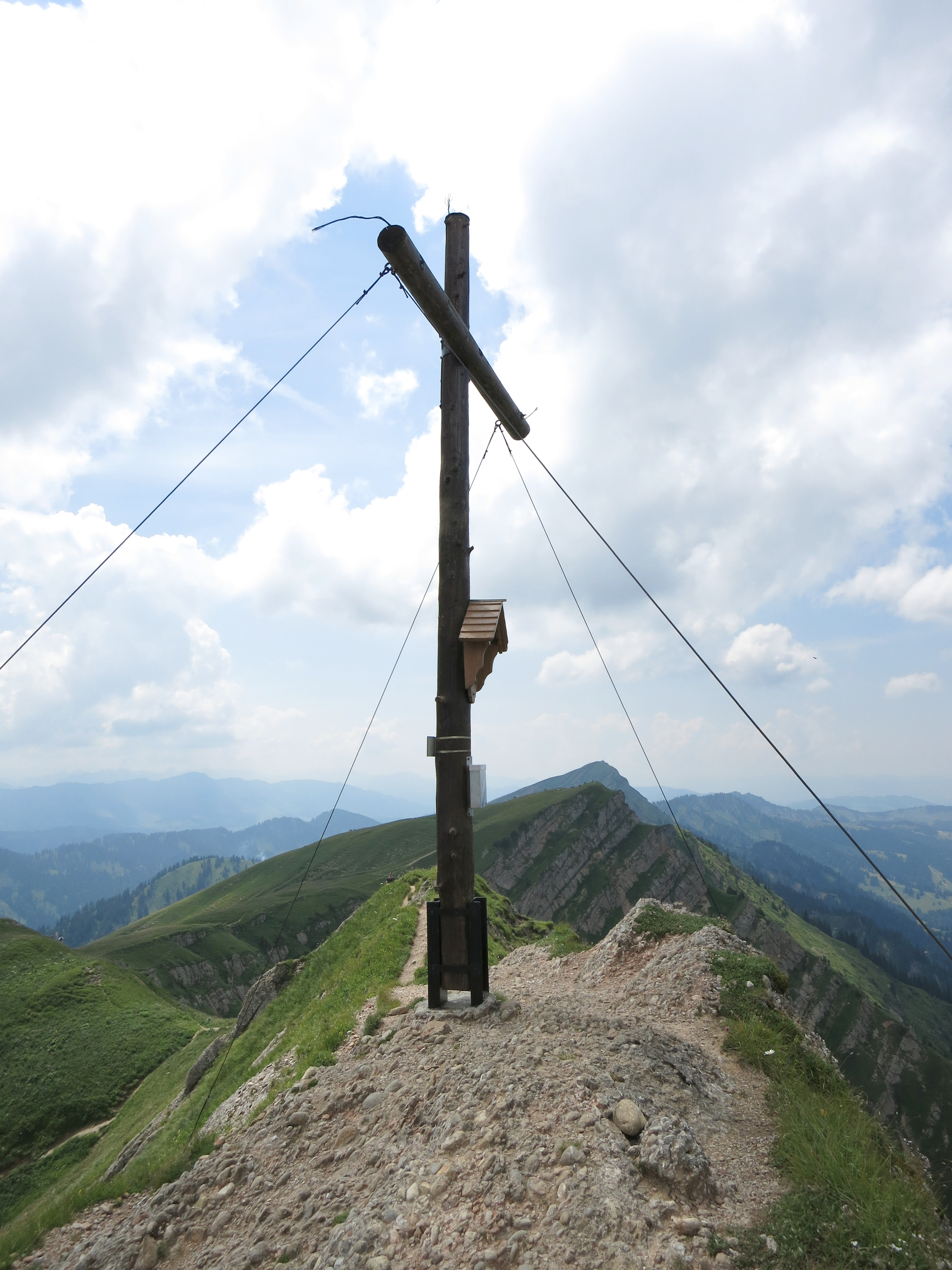
Auf dem Gipfel, Blick Richtung Hochgrat
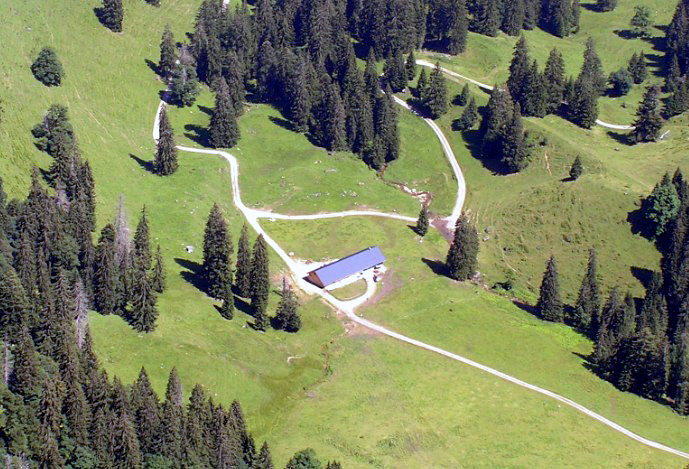
Die namensgebende Rindalpe vom Gipfel aus aufgenommen
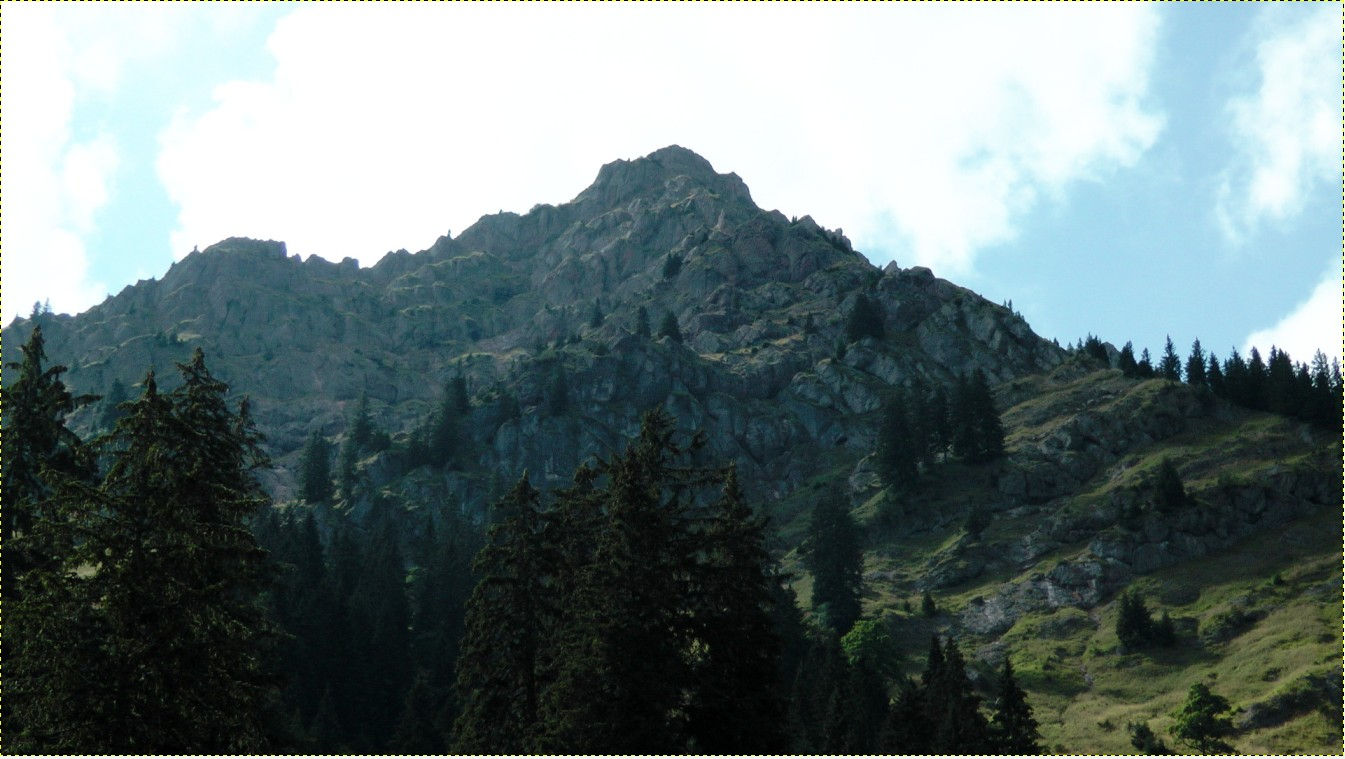
Der Gipfel von der Rindalpe aus fotografiert